# 金汤桥
39°08′23″N 117°11′18″E / 39.13974°N 117.18821°E金汤桥是中國天津市连接南开区与河北区的一座桥梁建筑，横架于河北区建国路海河西端与南开区水阁大街之间的海河上，长76.4米，宽10.5米，面积为8022平方米，目前为中国唯一的钢制平转式开启桥。该建筑目前是天津市文物保护单位。

## 历史

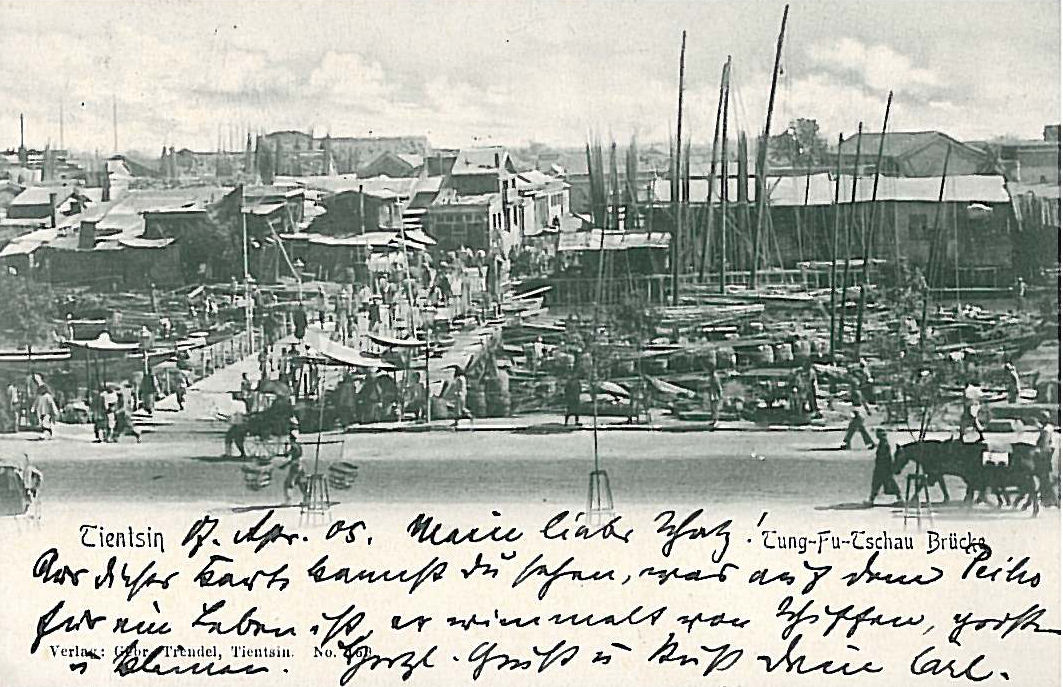
1905年的东浮桥

金汤桥的开启方式

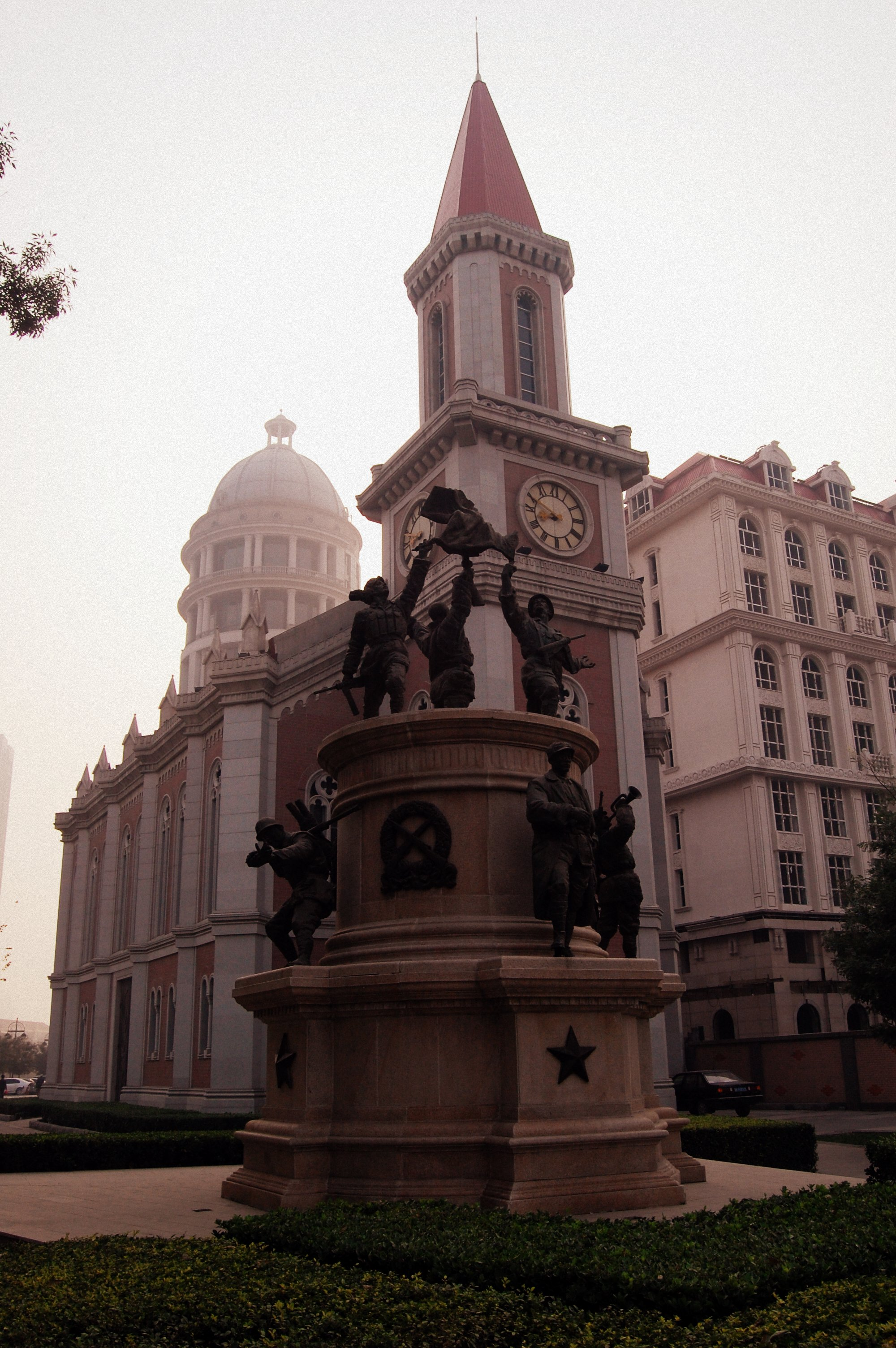
雕塑“会师金汤”

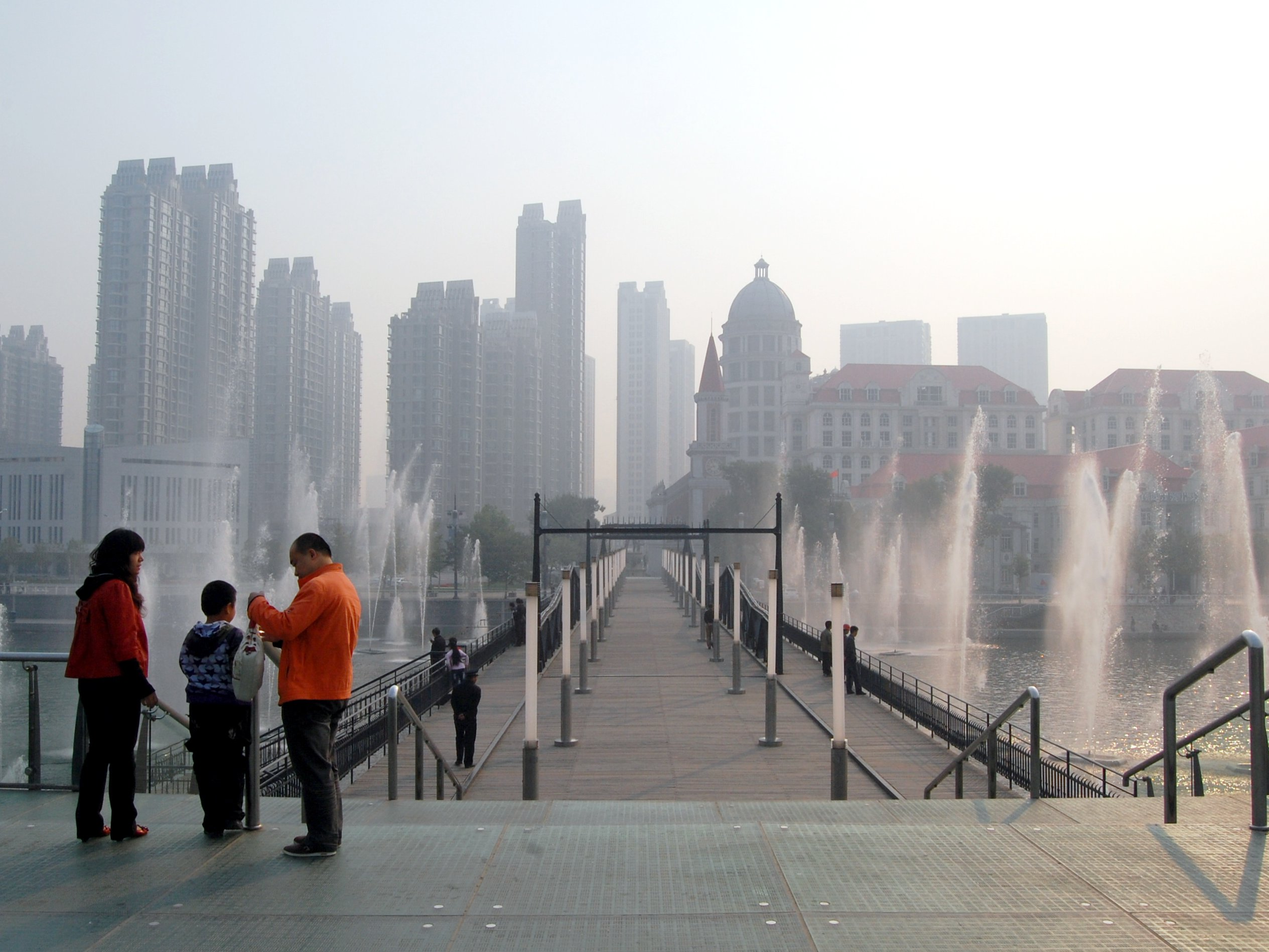
整修之后的金汤桥

金汤桥的前身始建于清朝雍正八年（1730年），当时由长芦运司天津分司的孟衍周捐薪俸修桥并详请盐院郑禅宝营造，原为下由十三条木船联缀，上铺活动木板的浮梁舟桥。该浮桥初名“盐关浮桥”，后称“东浮桥”或“孟公桥”。清朝光绪二十七年（1902年），东浮桥桥东被划分为天津奥租界。
清朝光绪三十一年（1905年），津海关道、天津奥租界领事署、天津意租界领事署和比利时世昌电车电灯公司耗银二十万两合资在东浮桥桥南新建一座长76.4米、宽10米电力启动的永久性钢桥。清朝光绪三十二年十月六日（1906年11月21日），该钢桥建成并举行通车典礼并取“固若金汤”之意取名“金汤桥”。比利时世昌电车电灯公司此后又修建了连接天津老城到天津东站的有轨电车红牌线路，该线路穿过金汤桥，因此当时桥面上铺设有4米宽的单轨电车道。1934年，金汤桥出现倾斜，桥梁工程师蔡君简承担整修金汤桥的事宜。由于原金汤桥的钢材含硫磷量均远高于规定标准，因此，桥体的可焊性很差，所以蔡君简改用铆焊结合的方法。
1949年1月14日10时，中国人民解放军东北野战军34万军队从各个方向进攻天津，至1月15日凌晨1时，东西两路主力在金汤桥会师，标志着天津的解放。1970年，天津市人民政府对金汤桥进行第二次大修时，对金汤桥进行全面顶升1.2米，拆除开启设备并对桥梁锈蚀部分进行了一些修补加固。1984年5月13日，天津市人民政府在金汤桥桥畔建立了占地面积约60平方米的解放天津会师纪念碑，由此该桥被天津市人民政府列为天津市文物保护单位。1994年6月，中国共产党天津市委员会和天津市人民政府把金汤桥列为“爱国主义教育基地”。
2003年，作为天津市海河综合开发改造工程的一部分，天津市人民政府对金汤桥在恢复设计原貌的基础上进行了加固整容并恢复了原有的开启功能，其中，金汤桥的东岸装有电动系统控制装置，在启动时，桥体以靠近东岸的桥墩为轴逆时针水平旋转，十分钟后金汤桥桥体可转动90度。此外，金汤桥的整修工程两侧还包括钢结构的玻璃引桥、左岸登桥楼梯、右岸观光平台和过街天桥，总建筑面积达8000平方米，全部采用玻璃铺装。 此外，还在金汤桥的东西两岸建设了一座会师公园，园内建有“会师金汤”雕塑、坦克和火炮等。在每年节假日期间，向天津市民展示金汤桥开启的景象。目前，金汤桥禁止任何车辆（包括非机动车）通行。
1970年拆除的老桥体则在辗转多地临时保存后，于2025年固定在海河柳林设计公园并加以修复，预计年底开放参观。

## 影视作品
- 《大决战》
- 《平津战役》
- 《侬本多情》1997年台湾电视剧

## 内部链接
- 金华桥
- 金钢桥
- 解放桥
- 老龙头桥